# Louis Baudet
Pour les articles homonymes, voir Baudet.
Louis Alexandre Baudet, né à Paris le 9 janvier 1857 et mort à Châteaudun le 23 janvier 1918, est un industriel et un homme politique français.

## Biographie
Originaire de Paris, Louis Baudet s'installe à Châteaudun pour y transférer la fabrique paternelle de chaînes et d'objets en argent dans un ancien moulin à tan. En 1902, il devient député en succédant à Gustave Isambert avant de devenir sénateur dix ans plus tard.

## Mandat s
- Conseiller municipal de Châteaudun
- Maire de Châteaudun : 1892-1894, puis de 1895-1918
- Député d'Eure-et-Loir : 1902-1912
- Sénateur d'Eure-et-Loir : 1912-1918

Baudet fut membre du conseil d'administration de la Caisse des recherches scientifiques et président de l'Association des maires de France (1907-1917).

## Hommages
Une rue porte son nom à Châteaudun depuis 1922.

## Sources
- Monique Rolland, Châteaudun, capitale du Dunois, Ville de Châteaudun, 1986, 191 p. (OCLC 19774709).
- « Dictionnaire des parlementaires français de 1889 à 1940 », J.Joly